# Wolfgang Willrich

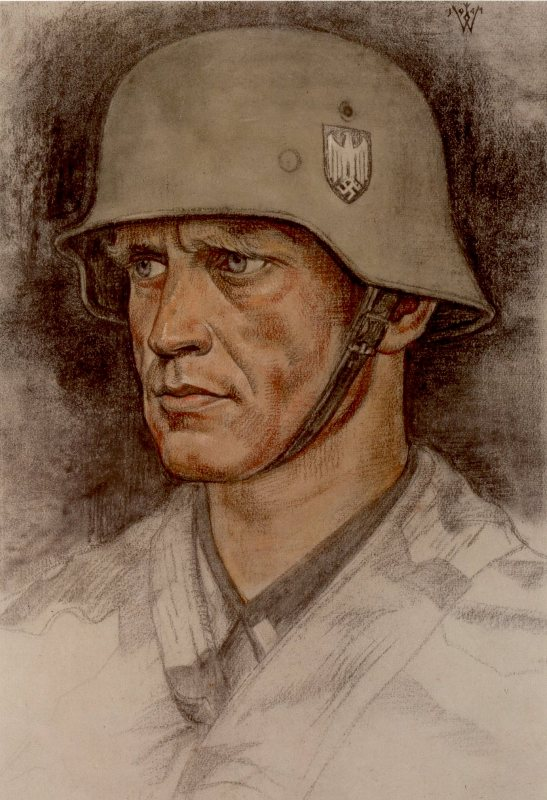
Selbstbildnis in Felduniform als Feldwebel (1941)

Wolfgang Willrich (* 31. März 1897 in Göttingen; † 18. Oktober 1948 ebenda) war ein deutscher Künstler und Schriftsteller. Er gilt als fanatischer Vertreter der nationalsozialistischen Kunstpolitik und gehörte zu den Organisatoren der nationalsozialistischen Ausstellung Entartete Kunst. In deren Rahmen war er durch die Gestapo ermächtigt, Bilder in deutschen Museen zu beschlagnahmen.

## Familie

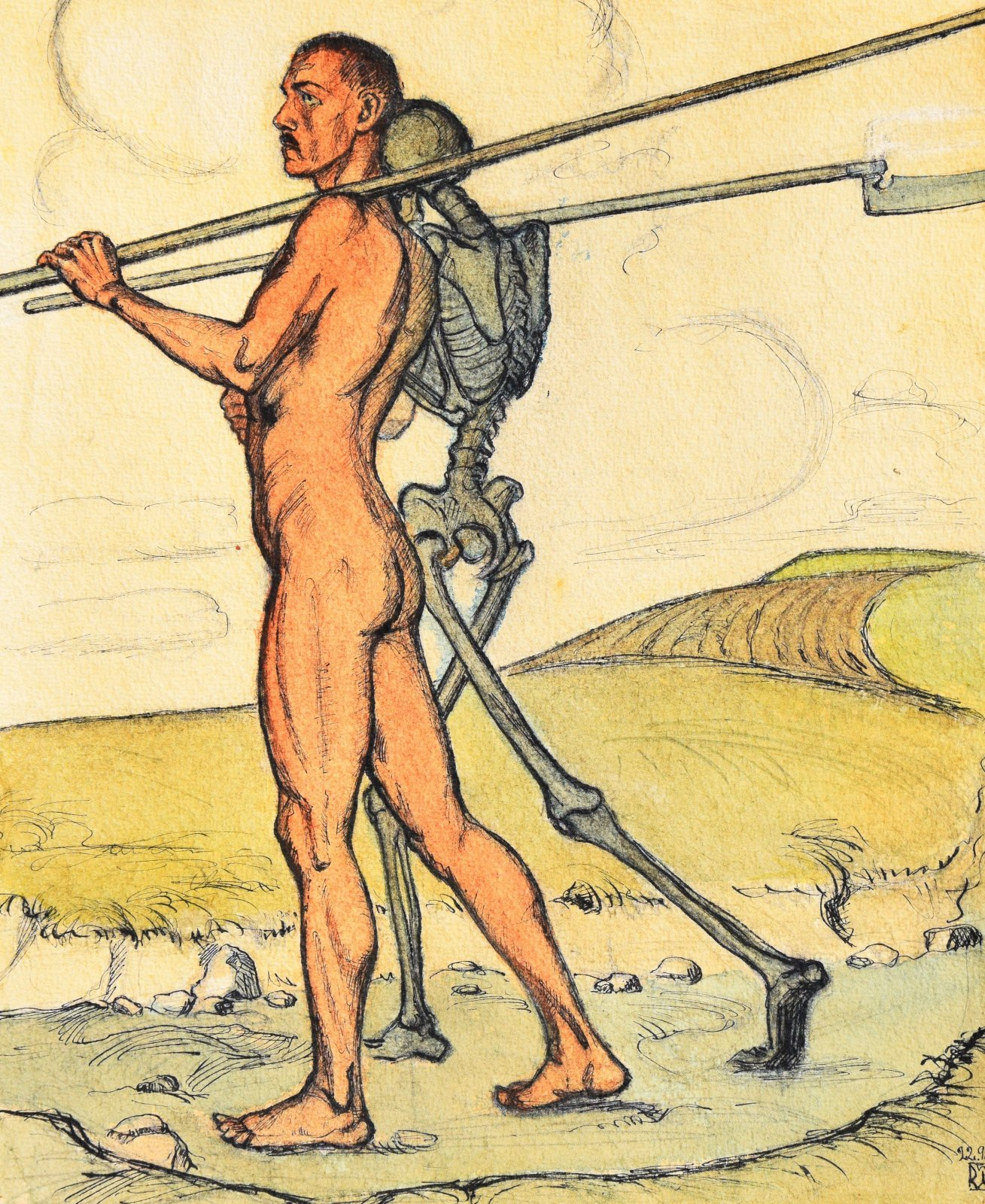
Krieger und Tod, 1918. Selbstporträt

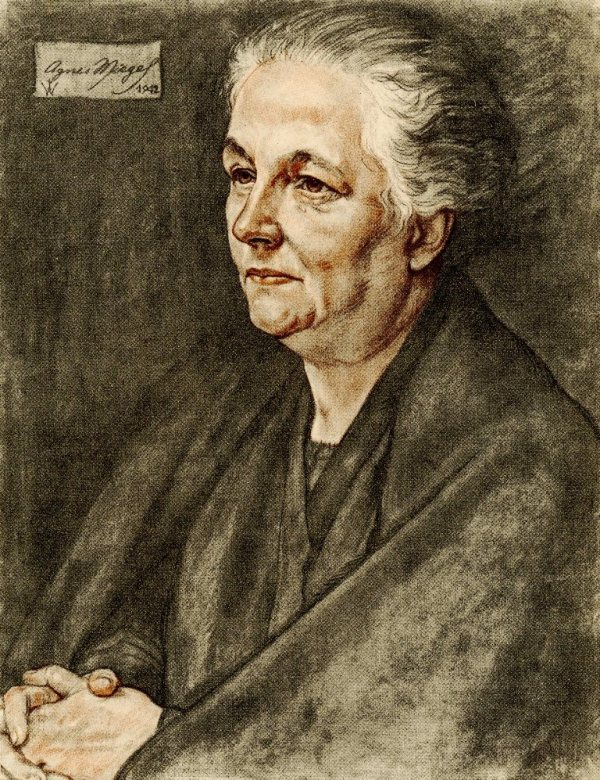
Porträt Agnes Miegel, 1942

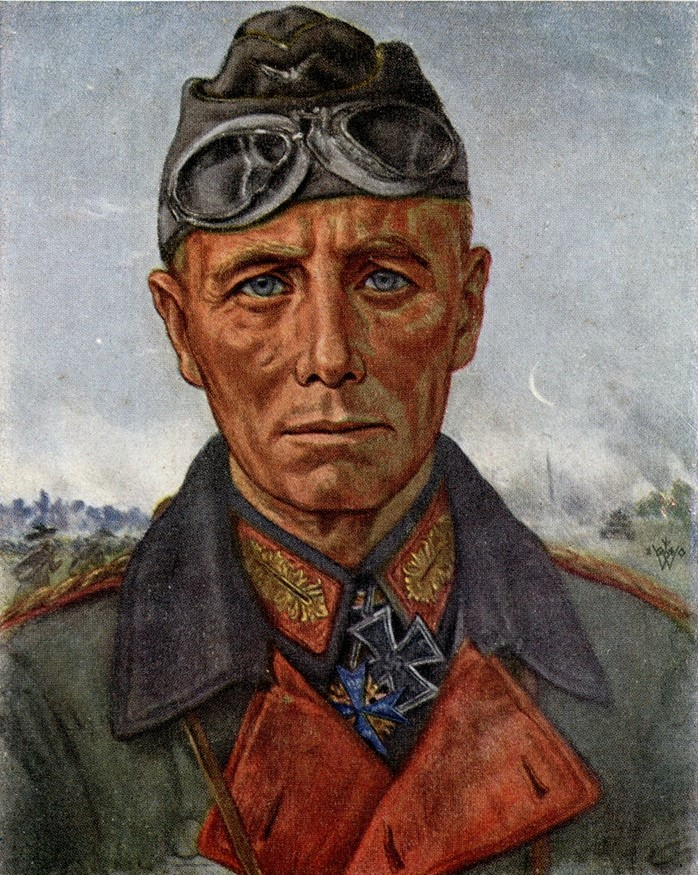
Porträt Erwin Rommel, 1941

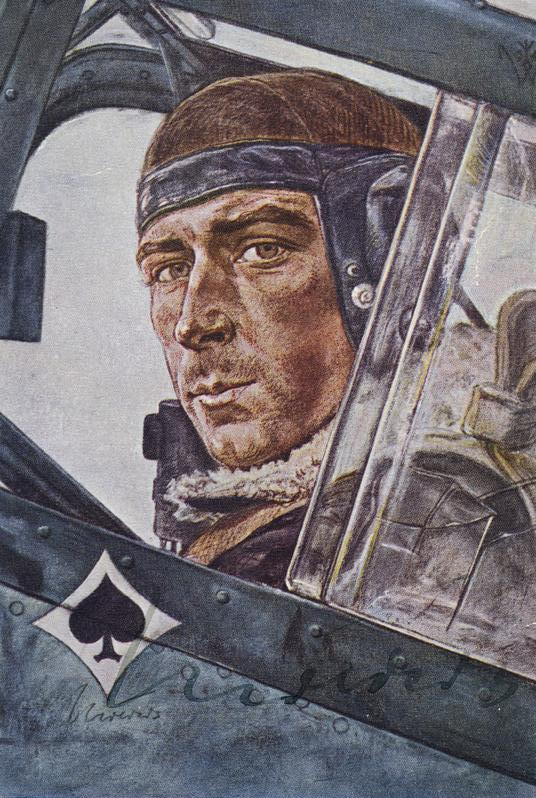
Wolfgang Willrich: Oberstleutnant Mölders einer unserer erfolgreichsten Jagdflieger (1941), Volksbund für das Deutschtum im Ausland

Willrich wurde am 31. März 1897 in Göttingen geboren. Sein Vater war der aus einer traditionsreichen Familie stammende Althistoriker Hugo Willrich. Mütterlicherseits entstammte er nach eigenen Angaben einem alten niedersächsischen Geschlecht namens Jacobi. Willrich wuchs gemeinsam mit zwei Schwestern auf.
Am 29. Dezember 1931 heiratete Willrich Charlotte Herber, mit der er drei Kinder hatte.

## Leben
Seine künstlerische Ausbildung erhielt Willrich an der Hochschule für Bildende Künste Dresden, an der er von 1920 bis 1927 studierte und in dieser Zeit zahlreiche Auszeichnungen erhielt. Am 18. April 1923 wurde sein großformatiges Triptychon (7,10 × 3 m) für die Aula des Max-Planck-Gymnasiums Göttingen zur Ehrung der Weltkriegsgefallenen der Schule übergeben. Die Personen auf dem Triptychon tragen die Züge der Schüler und Lehrer der Schule, die im Weltkrieg gefallen sind. Im Anschluss studierte Willrich von 1927 bis 1931 Biologie. Von 1927 bis 1930 war er Anhänger von Erich Ludendorffs völkischem Tannenbergbund. 1934 wurde Willrich Förderndes Mitglied der SS. Seinen Durchbruch erlebte Willrich, als ihn NS-Minister Walter Darré am 12. Mai 1934 zur „künstlerischen Gestaltung des Staatsgedankens von Blut und Boden“ zu sich nach Berlin holte.
Willrich steuerte im NS-Staat eigene Bilder zu nationalsozialistischen Ausstellungen wie etwa der „Großen Deutschen Kunstausstellung“ bei. Seine Bilder heroisierten den „nordischen Menschen“ und später deutsche Soldaten. In der Darstellung des „nordischen Menschen“ sah Willrich seit dem Ersten Weltkrieg seine Lebensaufgabe. Willrich fühlte sich dazu berufen, den Menschentypus darzustellen, der seiner Auffassung nach im Weltkrieg „die schwersten Blutopfer“ erbrachte. Er beschreibt seine Entwicklung als Hinwendung zu „Rasse und Kunst“.
Auf der Suche nach Modellen für seine Bilder unternahm Willrich weite Reisen durch Deutschland und Österreich. Finanziert wurden Willrichs Reisen vom Rasse- und Siedlungshauptamt der SS und dem Rassenpolitischen Amt der NSDAP. Aufgabe der Kunst sei es, so Willrich, den „Rassegedanken“ künstlerisch darzustellen. So Willrich 1937: „Der Rassegedanke erstrebt die Volksgesundheit, Rassenreinheit und Artewigkeit des deutschen Volkes. Besser noch als Worte vermag bildende Kunst ihn zu verbreiten und einzuprägen.“ Bei der Ausstellung „Deutsche Künstler und die SS“ 1944 in Breslau wurde sein Bild „Segen der Erde“ ausgestellt, der Katalog kommentierte dieses mit dem Text „In dieser jungen nordischen Frauengestalt offenbart W.W. das schlichte Artbewußtsein deutschen Bauertums“. Willrich schuf zudem 1941 bekannte Porträts von militärischer Prominenz wie Erich Raeder oder Erwin Rommel.
Willrich publizierte in einer ganzen Reihe von NS-Zeitschriften rassenideologische Aufsätze zu Kunst, so etwa in Volk und Rasse, Odal, Monatsschrift für Blut und Boden, Das Schwarze Korps oder Rasse, Monatsschrift der Nordischen Bewegung.
Er hielt von 1934 bis 1938 Vorträge über die nationalsozialistische Rassenlehre an der HJ-Reichsführerschule in Potsdam. 1938 gab er seine Referententätigkeit auf, nachdem er für seine Vorträge in der Reichsjugendführung keinen Rückhalt mehr sah und sein Förderer Paul Minke als Leiter der Schule abgesetzt worden war. Bei Heinrich Himmler beschwerte sich Willrich über die Reichsführung insgesamt und die Behandlung einiger seiner Bilder, die er in der HJ-Reichsführerschule in Potsdam ausgestellt hatte. Er beklagte, dass Reichsjugendführer Baldur von Schirach versuche, seine Vortragstätigkeit vor den HJ- und BDM-Führern lächerlich zu machen. An der HJ-Reichsführerschule kam er in Kontakt mit Walter Hansen, der innerhalb der NSDAP als Denunziant gefürchtet war und die moderne Kunst noch radikaler verfemte als Willrich.

## Willrich und die „Entartete Kunst“
Im Januar 1937 veröffentlichte Willrich das Pamphlet Säuberung des deutschen Kunsttempels – Eine kunstpolitische Kampfschrift zur Gesundung deutscher Kunst im Geiste nordischer Art. Diese Hetzschrift wird heute als wichtige Vorlage für die Gestaltung und Planung der nationalsozialistischen Ausstellung Entartete Kunst in München angesehen. Weite Teile des Buches stammten allerdings gar nicht aus Willrichs Feder, sondern wurden mutmaßlich von Walter Hansen geschrieben. Hansen und Willrich wurden am 2. April 1937 von Reichspropagandaministerium beauftragt, Bilder für die Ausstellung „Entartete Kunst“ auszuwählen. Sie erhielten Vollmachten der Gestapo, die sie ermächtigten, Bilder aus Kunstsammlungen im gesamten Reich zu beschlagnahmen. Im Rahmen ihrer Tätigkeit stießen sie auf den Widerstand zahlreicher Museumsdirektoren. Insbesondere mit Adolf Ziegler geriet Willrich in Streit, da Willrich auch solche Kunstwerke auswählte, die von Mitgliedern der Kunstkammer geschaffen worden waren. Willrichs rigorose, diffamierende und rassistische Ausstellungsgestaltung verlieh der nationalsozialistischen Kunstpolitik eine zusätzliche Härte gegenüber jeglichen modernen Kunstströmungen. Willrich nahm am 5. Juli 1937 in der Hamburger Kunsthalle an der Beschlagnahme von als „entartet“ klassifizierten Kunstwerken teil.

## Der Fall Gottfried Benn
Willrich hetzte in seinem Buch insbesondere gegen den Lyriker Gottfried Benn, dem er vorwarf, ein „Kulturbolschewist“ zu sein. Zuvor war Benn von den NS-Zeitschriften Das Schwarze Korps und Völkischer Beobachter scharf angegriffen worden. Benn beschwerte sich daraufhin bei Willrichs Verleger, dem J. F. Lehmanns Verlag in München. Willrich antwortete mit einem Schreiben vom 27. August 1937, das als Ausdruck der Geringschätzung Willrichs keinerlei Anrede und Briefschluss enthielt. Willrich meldete Benn noch am selben Tag bei Walter Darré als „Gefahr für die SS und den Reichsbauernrat“. Heinrich Himmler ermahnte Willrich daraufhin, dass er dessen Einsatz gegen „entartete“ Kunst zwar schätze, aber dieser bei Willrich nicht „Lebensinhalt und Amoklaufen“ werden solle. Himmler meinte, es sei wichtiger, dass Willrich weiterhin „gute Bilder“ male, als jeden Künstler zu verleumden, der einmal „dumme Sachen“ geschaffen habe.

## Zweiter Weltkrieg und Kriegsende

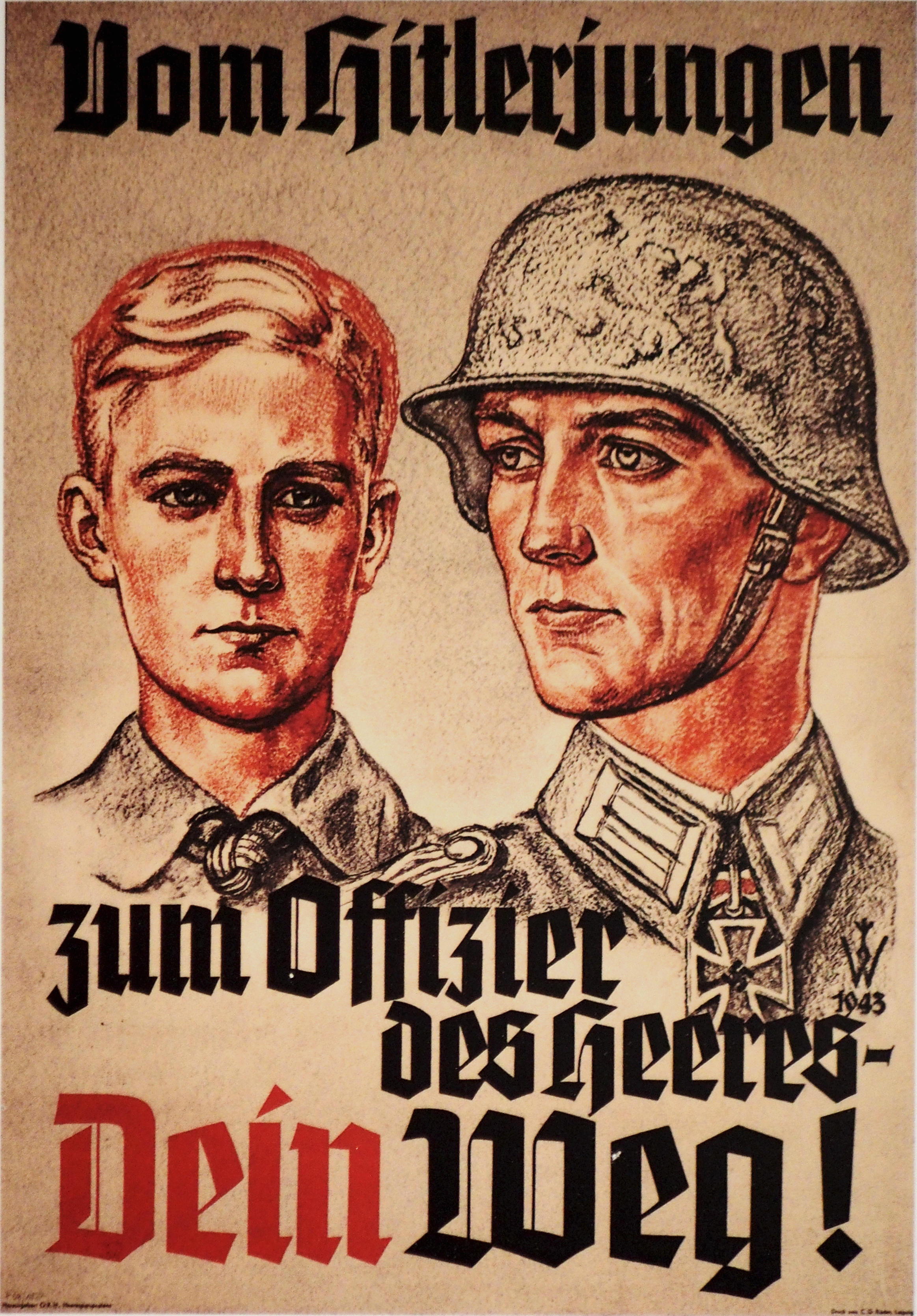
Propagandaplakat (1943)

Willrich nahm 1939 am Überfall auf Polen teil. Bilder davon zeigte er 1940 in Berlin in der Ausstellung Polenfeldzug in Bildern und Bildnissen. Ab August 1940 gehörte er Propagandakompanien an und war zwei Jahre später bei der Propaganda-Ersatzabteilung „Staffel der bildenden Künstler“ tätig. Bei oder nach Kriegsende geriet Willrich in amerikanische Internierung in Göttingen, aus der er 1946 entlassen wurde.
In der Sowjetischen Besatzungszone wurden Willrichs Schriften Kunst und Volksgesundheit (Reichsausschuß für Volksgesundheitsdienst, Berlin 1934), Bauerntum als Heger deutschen Blutes (Blut und Boden Verlag, Goslar 1935), Vom Lebensbaum deutscher Art. Bilder und Gedanken zur Rassenfrage (Blut und Boden Verlag, Goslar 1937), Das deutsche Antlitz (Verlag Sigrune, Erfurt 1938), Säuberung des Kunsttempels (Lehmann, München 1938), Die Männer unserer U-Boot-Waffe (Verlag Grenze und Ausland, Berlin 1939), Die Männer unserer Luftwaffe (Verl. Grenze u. Ausland, Berlin 1940), Des Edlen ewiges Reich (Verl. Grenze u. Ausland, Berlin 1941) und Des Reiches Soldaten (Verl. Grenze u. Ausland, Berlin 1943) auf die Liste der auszusondernden Literatur gesetzt.

## Schriften
- Wesen und Gestalt des Germanischen Menschen. In: Odal. Monatsschrift für Blut und Boden, Jg. 2, Heft 12, Juni 1934, S. 889–902.
- Schönheit als Formausdruck der Hochwertigkeit. In: Odal. Monatsschrift für Blut und Boden, Jg. 3, 1934, Heft 2, S. 132–133.
- Säuberung des Kunsttempels: eine kunstpolitische Kampfschrift zur Gesundung deutscher Kunst im Geiste nordischer Art. Lehmann, München u. a. 1937 (Digitalisat).